# Селевкия (фема)
Фема Селевкия (греч. θέμα Σελευκείας; лат. Thema Seleukeias) — византийская фема (административно-правовое образование), расположенная на южном побережье Малой Азии (современная Турция) со столицей в Селевкии-на-Каликадне (современный Силифке).

## История
В период Поздней Античности порт Селевкия-на-Каликадне был главным городом римской провинции Исаврия и управлялся комитом Исаврии. В VIII веке район фемы управлялся турмархом а затем друнгарием морской фемы Кивирреоты. В начале IX века на территории будущей фемы располагалась небольшая клисура (укрепленная пограничная линия), зажатая между крупными византийской фемами Кивирреотов, Анатоликом, Каппадокией и морем, и граничащая с областями халифата Аббасидов в Киликии вдоль реки Ламос. По сообщениям арабских географов Кудама ибн Джафара и ибн Хордадбеха, клисура включала в себя Селевкию как столицу и десять других крепостей с 5 тысячами гарнизона, из которых пятьсот человек были кавалеристами .
Клисура была возведена в статус полноправной фемы приблизительно в правление Романа I Лакапина, скорее всего, около 927—934 годов. По данным сочинения императора Константина VII Багрянородного «Об управлении империей», фема была разделена на две части, одна из внутренних районов, а другая из прибрежных.
Регион оказался в руках турок-сельджуков после битвы при Манцикерте в 1071 году. В это время горные районы области были преимущественно населены армянами, которые переселились туда в течение прошлого века. византийцы вернули область и укрепили города Селевкию и Корик в 1099/1100 году, после чего он стал вновь местопребыванием византийского дукса. Фема Селевкия была по-прежнему византийской провинцией до тех пор, когда после 1180 года, она была завоёвана Киликийским армянским царством.